# Cinta Damai (Wih Pesam)
Cinta Damai is een bestuurslaag in het regentschap Bener Meriah van de provincie Atjeh, Indonesië. Cinta Damai telt 259 inwoners (volkstelling 2010).